# Atti dei martiri

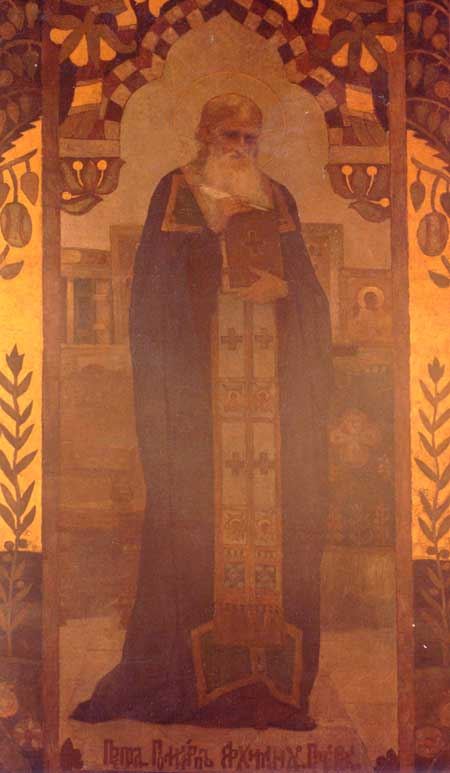
Ritratto ortodosso di San Policarpo di Smirne, vescovo e martire

Gli Atti dei martiri (lat., Acta martyrum) sono, in senso stretto, i verbali dei processi dei primi martiri cristiani che si conclusero con la condanna a morte. In senso più ampio, l'espressione indica i racconti dei processi e degli ultimi momenti di vita dei martiri.

## GliActastorici
Si possono classificare gli «Atti dei Martiri» principali in tre categorie:
1. Rapporti ufficiali degli interrogatori (in latino acta, gesta). Quelli più importanti, come l'Acta Proconsulis (san Cipriano, Ep. lxxvii), sono pochi di numero, e ci sono giunti soltanto in edizioni preparate allo scopo di edificare i fedeli. La Passio Cypriani ("passione di Cipriano") e gli Acta Martyrum Scillitanorum ("Atti dei martiri scillitani") sono tipici esempi di questa classe. Dei due, il primo è un lavoro composito costituito da tre documenti con un minimo di aggiunte editoriali consistente in alcune frasi di connessione. Il primo documento tratta del processo di Cipriano del 257, il secondo del suo arresto e processo del 258, il terzo del suo martirio.
2. Resoconti non ufficiali redatti da testimoni oculari o per lo meno da contemporanei che pongono per iscritto testimonianze di testimoni oculari. Tale è il Martyrium Polycarpi ("Martirio di san Policarpo")[1]. Gli Acta Perpetuae et Felicitatis ("Atti di Perpetua e Felicita") sono forse i più belli e famosi di tutti gli Acta che si sono conservati, perché includono le note autografe di Perpetua e di Saturus e una relazione del martirio risalente a un testimone oculare. A questi poi bisogna aggiungere l'Epistola Ecclesiarum Viennensis et Lugdunensis ("Lettera delle chiese di Vienne e Lione"), che racconta la storia dei martiri di Lione, e anche altri Acta non ugualmente famosi.
3. Documenti più tardivi rispetto alla data del martirio, redatti in base agli Acta del primo o secondo tipo, e perciò soggetti a revisioni di vario genere. Quella che distingue questi Acta dalle classi precedenti sono gli aspetti letterari: il redattore non stava scrivendo qualcosa che doveva essere fedele alla tradizione orale o spiegare un monumento. Stava piuttosto redigendo un documento letterario a suo proprio gusto e secondo i suoi scopi.

La terza categoria è quella in cui rientrano il maggior numero di Acta. Anche se in base al contenuto si può discutere molto sull'appartenenza o meno a questa categoria, e anche se studi più approfonditi potrebbero far passare qualche Acta ad una categoria più alta, molti altri sono chiamati con il nome di Acta Martyrum, ma la loro storicità è minima o nulla. Sono romanzi, a volte costruiti attorno ad alcuni fatti veri che sono stati preservati dalla tradizione popolare o letteraria, altre volte lavori di pura immaginazione, senza nessun fatto vero.
Fra i romanzi storici possiamo citare la storia di Felicita e dei suoi sette figli, che nella sua forma presente sembra essere una variazione di 2 Mac 7, e ciononostante non ci possono essere dubbi sulla storicità dei fatti soggiacenti, uno dei quali è stato effettivamente confermato dalla scoperta da parte di Giovanni Battista de Rossi della tomba di Januarius, il figlio il più vecchio del racconto.
Secondo critici severi come M. Dufourcq e Hippolyte Delehaye, il Legendarium romano non può essere catalogato in una categoria più alta che questa; cosicché, a parte le tradizioni sui monumenti, la liturgia e la topografia, la maggior parte della testimonianza letteraria sui grandi martiri di Roma è nascosta in romanzi storici.

## Actaromanzati

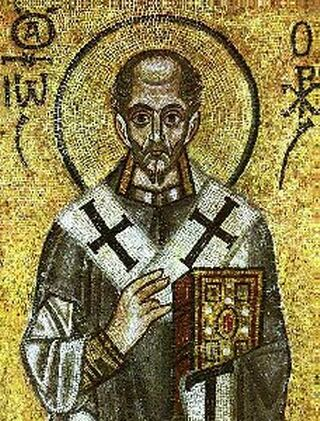
Mosaico ritraente Giovanni Crisostomo

Può sorprendere il fatto che esistono Acta che non si basano su nessun fatto storico. Ma era quello il tipo di romanzo in voga a quei tempi e vennero presi per storia.
Difficilmente queste due categorie romantiche di Acta possono essere considerate falsificazioni nel senso stretto del termine. Sono finzioni letterarie, ma per il fatto che furono scritte con l'intenzione di edificare e non di ingannare il lettore, non si possono chiamare "invenzioni agiografiche". Questo termine va usato piuttosto per tutti quegli Atti, Passioni, Vite, Leggende e Traduzioni che furono scritti con lo scopo espresso di corrompere la storia, come per esempio le leggende e traduzioni che legano falsamente il nome di un santo a qualche chiesa o città.

## AltriActa
Oltre a questi Acta Martyrum distaccati, possono essere menzionati qui altri documenti letterari che hanno a che fare con la vita e la morte dei martiri.
- I Calendaria erano elenchi di martiri celebrati dalle varie Chiese ciascuno nella sua data.
- I Martirologi sono raccolte di diversi Calendaria e a volte aggiungono dettagli sul martirio.
- Gli Itinerari sono libri-guida preparati pensando ai pellegrini che si recavano ai santuari di Roma; sono utili non solo perché rivelano i luoghi dove riposano i grandi martiri, ma anche perché permettono di conoscere le tradizioni del VII secolo.
- Anche gli scritti dei Padri della Chiesa contengono molti riferimenti ai martiri: vedi ad esempio le omelie di Basilio, Giovanni Crisostomo, Agostino d'Ippona, Pietro Crisologo e Giovanni Damasceno.

## Testimonianze sui martiri in altri scritti
Infine bisogna considerare le raccolte di Vite che sono state scritte per essere lette pubblicamente o in privato. La più importante è la Storia ecclesiastica di Eusebio di Cesarea (265-340), così come il suo De Martyribus Palestinae. Invece non si è conservato il suo Martyron synagoge, la "Raccolta di Atti dei Martiri" alla quale si riferisce nella prefazione del quinto libro della Storia ecclesiastica.
I quattordici poemi di Aurelio Prudenzio Clemente, pubblicati nel 404 con il titolo di Liber Peristephanon, celebrano i martiri di Spagna e d'Italia; ma siccome l'autore si permise l'uso della licenza poetica non è sempre affidabile.

## Il Medioevo

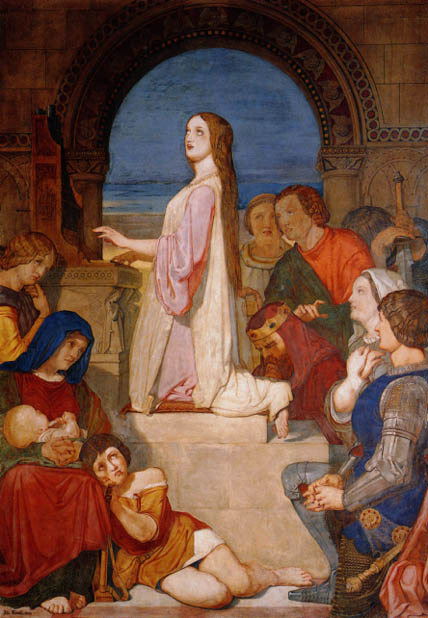
Il martirio di Santa Cecilia

Gli scrittori del Medioevo sono responsabili di un incremento dell'elemento fittizio nelle storie dei martiri; di fatto essi non fecero un uso corretto del materiale che avevano a disposizione.
Gregorio di Tours fu il primo di questi agiografi medievali col suo De virtutibus sancti Martini, il De gloria Confessorum, ed il De vitis Sanctorum.
Simeone Metafraste è ancora meno affidabile; ci si è chiesti se possa aver voluto ingannare consapevolmente.
Ma la raccolta più famosa del Medioevo era la Legenda aurea di Jacopo da Varagine, stampato per la prima volta nel 1476.
Tutti questi scrittori medievali includono tanto martiri come santi comuni nelle loro raccolte. Così Mombrizio (Milano, 1476), Lipoman (Venezia, 1551), e Surio (Colonia, 1570).
Lefèvre d'Étaples incluse soltanto martiri nel suo Martyrum agones antiquis ex monumentis genuine descriptos ('"Agonie degli antichi martiri descritte a partire dalle testimonianze genuine", 1525), e sono soltanto i martiri le cui feste si celebrano nel mese di gennaio.
Gli Acta primorum martyrum sincera et selecta ("Atti dei primi martiri scritti in maniera sincera e selezionati") del benedettino Theodore Ruinart (Parigi, 1689) sono considerati una pietra miliare, e furono frequentemente ristampati (Ratisbona, 1858).
Altre raccolte di Acta successive a Ruinart sono gli Acta Martyrum Vindicata di Ilbachio, (Roma, 1723), gli Acta SS. Martyrum orient. et occ. di S. Assemai (Roma, 1748), e le Origines Antiquitates Christianae di Tommaso Mamachi (Roma, 1749).

## Critica storica
Lo studio critico degli Acta Martyrum è stato portato avanti vigorosamente a partire dall'inizio del XX secolo, ed il punto di vista dei critici cambiò notevolmente rispetto a quello che aveva Ruinart quando fece la sua raccolta di Acta. Molti Acta che Ruinart considerava sincera ("veridici") non possono più essere considerati tali. D'altro canto, la scoperta di testi antichi e le ricerche archeologiche del De Rossi e di altri hanno confermato varie storie di martirio. Ed un risultato generale dell'approccio critico è stato provare i fatti principali, come le cause della persecuzione, il numero ed eroismo dei martiri, la popolarità del loro culto e la storicità degli eroi popolari.
Il problema principale, quindi, per gli storici moderni, è scoprire la storia letteraria degli Acta che sono pervenuti fino a noi. Non si può negare che furono fatti tentativi di mantenere intatta la storia dei martiri della Chiesa. Di fatto la lettura pubblica degli Acta nelle chiese sarebbe una garanzia della loro autenticità; e ciò certamente avveniva in Africa, se è vero che il Terzo Concilio di Cartagine (c. 47) permise la lettura delle Passiones Martyrum cum anniversarii dies eorum celebrentur ("quando si celebravano i loro giorni anniversari"). Si praticava anche uno scambio di Acta tra Chiese diverse, come vediamo nel Martyrium Polycarpi e nella Epistola Ecclesiae Viennensis et Lugdunensis. Ma non si sa che portata avessero quelle pratiche.
Inoltre, durante le persecuzioni di Diocleziano ci deve essere stata una grossa distruzione di documenti, col risultato che la chiesa avrebbe perso i criteri della storia dei suoi Martiri. Ciò sembra essere specialmente vero nel caso di Roma, che nonostante il numero e la fama dei suoi martiri possiede così pochi Acta autentici; apparentemente già nella seconda metà del IV secolo i cristiani di Roma avevano perso il filo di queste tradizioni. I poemi di Prudenzio, i Calendaria ed anche gli scritti di papa Damaso indicano che la storia delle persecuzioni era precipitata nell'oscurità. La Roma cristiana aveva i suoi martiri sotto i piedi, celebrava la loro memoria con devozione intensa, e tuttavia conosceva ben poco della loro storia.
In queste condizioni non è improbabile che il desiderio dei fedeli di informazioni più ampie potrebbe essere stato soddisfatto facilmente da narratori che, avendo a loro disposizione solo scarni materiali, avrebbero amplificato e moltiplicato i pochi fatti preservati dalla tradizione, e avrebbero aggiunto storie che secondo loro erano appropriate a nomi storici di persone e di località. E nel corso del tempo queste leggende sarebbero state messe per iscritto, e sono pervenute fino a noi come il Legendarium romano. A supporto di questa critica severa si allega che gli Acta romani sono in maggior parte non anteriori al VI secolo (Dufourcq), e che certamente esistevano Acta spuri durante quel periodo. Di fatto il Concilio romano del 494 condannò la lettura pubblica degli Acta, e quest'atteggiamento romana era già stato anticipato dal VI Concilio di Cartagine del 401 il quale vietò il culto di martiri il cui martirio non era sicuro. E anche sant'Agostino aveva scritto: "Sebbene per altri martiri difficilmente possiamo trovare racconti che si possano leggere nelle loro feste, la Passione di santo Stefan è in un libro canonico".
In seguito, nel 692, il Concilio Trullano di Costantinopoli scomunicò color che erano responsabili della lettura di Acta spuri.
Alla luce di tutto questo, la supposizione che si sta facendo sull'origine delle leggende romane non è improbabile.
Sfortunatamente, i martiri romani non sono gli unici per i quali gli Acta sono inattendibili. Delle settantaquattro Passioni distinte incluse da Ruinart nei suoi Acta Sincera, il bollandista Delehaye ne mette solamente tredici nella prima o seconda categoria, come documenti originali. Ulteriori studi di qualche particolare Acta potrebbero, chiaramente, elevare questo numero; ed è possibile che si scoprano altri Acta originali.
Il lavoro di critici come Gebhardt, Aubé, Franchi de' Cavalieri, Le Blant, Conybeare, Harnack, i bollandisti e molti altri, hanno infatti spinto in questa direzione, e allo stesso tempo hanno collezionato un'estesa bibliografia su parecchi Acta. Questi critici devono quindi essere valutati secondi i rispettivi meriti.
I cristiani ritengono normalmente che livelli critici alti sono pericolosi quando si applicano agli Atti dei Martiri così come quando sono usati per le sacre scritture.
Gli argomenti per affermare la storicità possono essere dedotti dalla struttura formale del documento, dalla sua accuratezza in date, nomi, e topografia, ed argomenti ancora più forti possono venire da quella che si può chiamare la struttura informale data incoscientemente dall'autore del documento. Ma per quello che riguarda la struttura formale, questa può essere imitata, ed è perciò pericoloso cercare di stabilire la storicità da tale argomento. È ugualmente pericoloso presumere che il carattere probabile di un racconto, o la sua semplicità, sono una prova che è genuino. Anche le cose improbabili possono contenere più fatti di storia che un racconto che si presenta sobrio e breve. Neppure si può affermare che la concisione è una prova sicura che un documento è di una data anteriore. La struttura informale è più affidabile; la filologia e la psicologia sono prove migliori che date e geografia, perché hanno bisogno di un romanziere più intelligente, capace di identificarsi così pienamente con i suoi eroi da condividere i loro pensieri e le loro emozioni. E comunque, anche con queste concessioni a un criticismo più alto, rimane vero che il critico è su terra più sicura quando ha potuto stabilire il passato del suo documento a partire da evidenze esterne.